# Bon pieniężny

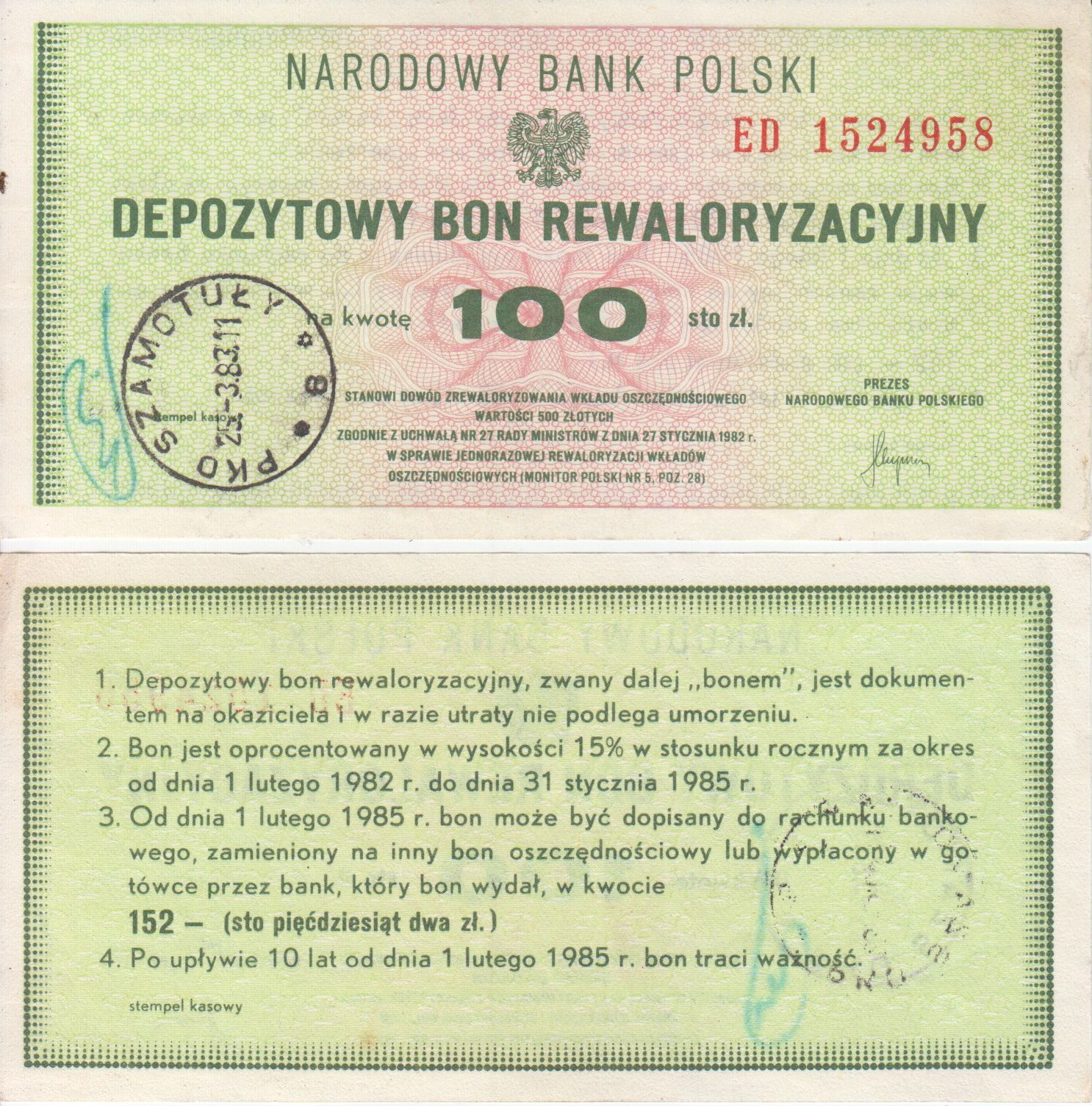
Depozytowy bon rewaloryzacyjny na 100 złotych 1982, stanowiący dowód posiadania wkładu oszczędnościowego.

Bon pieniężny (ang. treasury bill) – krótkoterminowy papier wartościowy emitowany przez bank centralny.

## Bony pieniężne w Polsce
W Polsce emisję bonów pieniężnych prowadzi Narodowy Bank Polski. Bony pieniężne NBP są jednym z podstawowych instrumentów wykorzystywanych w operacjach otwartego rynku. Ich rentowność jest równa stopie referencyjnej NBP. Standardowo bony pieniężne mają termin zapadalności 7 dni i są oferowane bankom komercyjnym na cotygodniowych przetargach. W razie potrzeby NBP przeprowadza dostrajające operacje otwartego rynku, w ramach których może zaoferować bony pieniężne o innych terminach zapadalności. Bony pieniężne są emitowane w postaci zdematerializowanej, tzn. występują jedynie w postaci zapisów elektronicznych w Rejestrze Bonów Pieniężnych prowadzonym przez NBP.
Bony pieniężne są jednym z najważniejszych instrumentów międzybankowego rynku pieniężnego. Ułatwiają one zarządzanie codzienną płynnością bankom komercyjnym oraz utrzymanie stóp procentowych na tym rynku na poziomie pożądanym przez bank centralny.